# Lisa Schut
Lisa Schut (ur. 6 lipca 1994 w Veldhoven) – holenderska szachistka, mistrzyni międzynarodowa od 2009 roku.

## Kariera szachowa
Wielokrotnie reprezentowała Holandię na mistrzostwach świata i Europy juniorek w różnych kategoriach wiekowych, zdobywając trzy medale: srebrny (Maribor 2012 – MŚ do 18 lat) oraz dwa brązowe (Fermo 2009 – ME do 16 lat, Pórto Cárras 2010 – MŚ do 16 lat). W 2013 r. zdobyła w Amsterdamie złoty medal indywidualnych mistrzostw Holandii.
Wielokrotnie reprezentowała Holandię w turniejach drużynowych, m.in.: trzykrotnie na olimpiadach szachowych (w latach 2008, 2010, 2012) oraz trzykrotnie na drużynowych mistrzostwach Europy (w latach 2009, 2011, 2013).
Najwyższy ranking w dotychczasowej karierze osiągnęła 1 września 2013 r., z wynikiem 2333 punktów zajmowała wówczas 2. miejsce (za Peng Zhaoqin) wśród holenderskich szachistek.